# Corbeau News Centrafrique
Corbeau News Centrafrique — франкомовний новинний сайт з Центральноафриканської Республіки.

## Історія
Сайт був створений у червні 2014 року журналістом з Центральноафриканської Республіки Аленом Нзіло. На сайті працює кілька репортерів у різних провінціях країни. Сайт відомий своїми антиросійськими настроями та неодноразово повідомляв про присутність і діяльність російських найманців у Центральноафриканській Республіці.

## Втручання з боку РФ
Посольство Росії в країні назвало канал «антиросійською пропагандою». Станом на лютий 2021 року сайт був заблокований урядом Центральноафриканської Республіки. За повідомленнями, з власником сайту зв'язувалися російські воєнізовані формування з метою змінити його редакційну політику.